# Helena Thopia
Helena Thopia (* nach 1363; † nach 1402) war eine albanische Prinzessin aus der Adelsfamilie der Thopia. Sie war die Tochter von Karl Thopia und Voisava Balšić', eine Tochter des mächtigen Dynasten Balša I.

## Leben

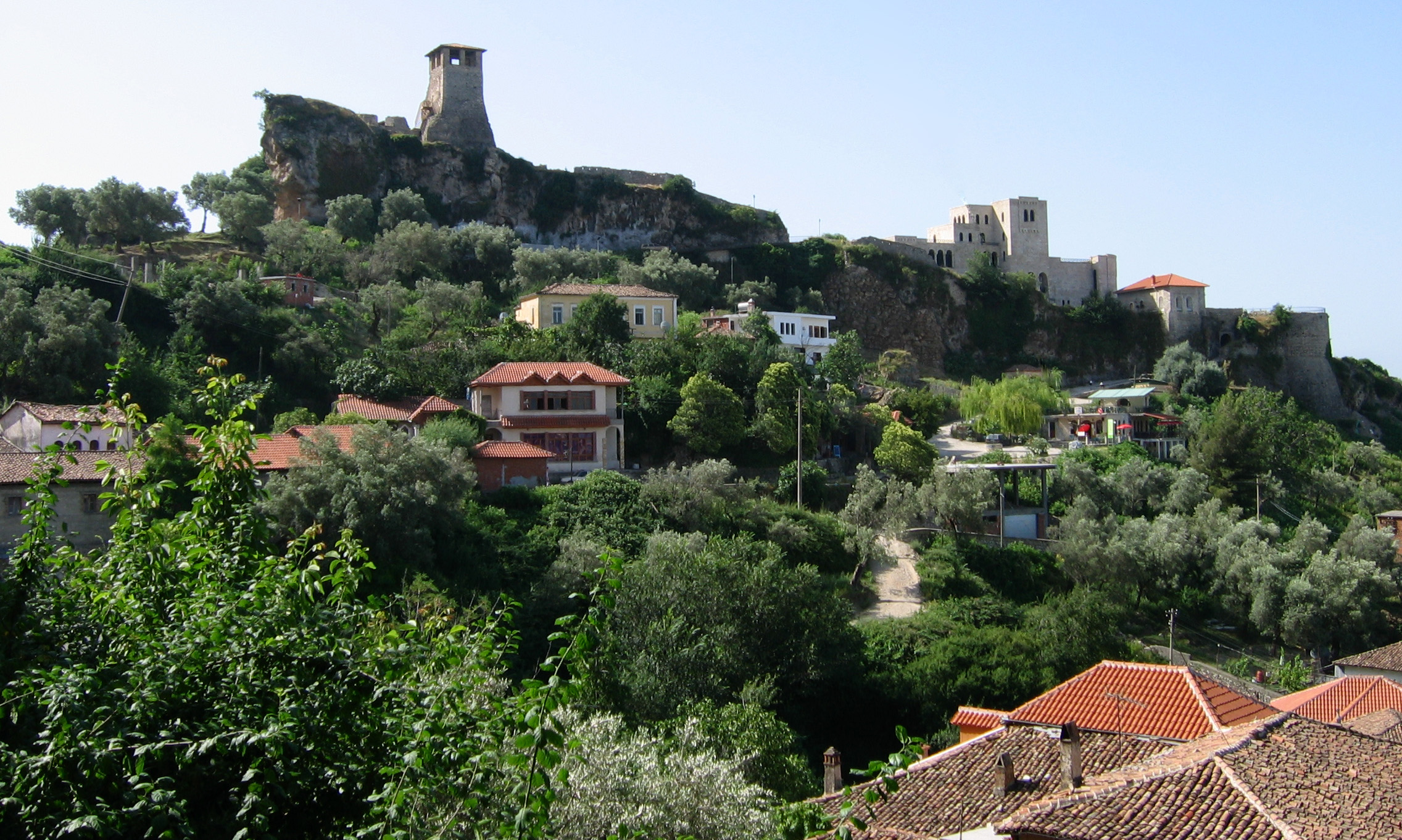
Festung von Kruje

Sie wurde mit Marco, Sohn von Marino Barbarigo (auch Barbadigo), einem venezianischen Patrizier verheiratet und hatte als Mitgift die wichtige Burg Kruja erhalten. Die Hochburg galt als Avantgarde von Durrës, wo Tag und Nacht ein Feuer angezündet wurde. Sie und ihr Mann erwiesen sich als Freunde Venedigs, indem sie durch Signale den Anmarsch osmanischer Scharen meldeten. Deshalb war die Republik Venedig nach dem Tod von Helenas Bruder Georg im Jahr 1392 bereit dem Barbarigo als ihrem Vikar, sein Lehen zu lassen. Barbarigo wurde im Mai 1394 osmanischer Vasall. Diese Handlung veranlasste die Republik, den Barbarigo für unwürdig zu erklären, in der Herrschaft von Kruja zu bleiben. Venedig gab dem Barbarigo drei Monate Zeit vor der Signoria zu erscheinen und drohte ihm im Falle einer Verweigerung, streng gegen ihn vorzugehen (Juli 1394). Aus einem venezianischen Dokument vom 25. September 1394 geht hervor, dass der Kapitän von Durrës vom venezianischen Senat aufgefordert wurde, gegen Helena, „uxorem Marci Barbadico“, vorzugehen. In der Zwischenzeit hatte Barbarigo Zuflucht in den Ländern von Đurađ II. Balšić gefunden und entkam somit vorläufig der venezianischen Strafjustiz, gelangte aber schließlich als Gefangener nach Venedig.
Als neuer Herr von Kruja kommt noch 1394 Konstantin Kastrioti (Sohn von Pal Kastrioti), zweiter Mann von Helena vor. Venedig beauftragte am 14. Februar 1395 einen Nuntius, um sich vom „dominum Croyae“ Kruja zurückgeben zulassen. Aber Constantin stand wohl in einem guten Verhältnis zu den Osmanen, in dessen Hände er wahrscheinlich die Hochburg gab, denn in einem Dokument vom 8. Juni 1395 wird sie „in manibus Turcorum“ erwähnt. Am 8. Juli informiert Venedig den Kapitän von Durrës, dass ein gewisser Antonio aus Civitate Nova sich anbot, die Burg von Kruja, die in Konstantins Händen war, zurückzugewinnen. Aber die Verhandlungen führten zu keinem Ziel, denn am 25. September 1396 wurde dem venezianischen Provveditore, der nach Albanien geschickt wurde, unter anderem aufgetragen zu sehen, ob die Hochburg Kruje, die sich in der Hand des Protovestiarios [Konstantin] befand, zurückzubekommen war. Konstantin wurde 1402 von den Venezianern in Durrës als Rebell hingerichtet.
Von der Hochburg hörte man bis zum 8. Juli 1403 nichts mehr als Graf Niketa Thopia (auch Niketta oder Nicheta), Cousin zweiten Grades von Helena, Schwiegervater von Balša III. Stracimirović, Herr von Kruje, in einem Dokument des venezianischen Senats an einen Mönche, Botschafter von Niketa, genannt wurde. Aus diesem Dokument geht hervor, dass Niketa, der die Burg von Kruja ungerechterweise besetzt hatte, eine jährliche Rente von 100 Dukaten erhalten sollte, unter der Bedingung als treuer Freund Venedigs, die Fahne von San Marco zu hissen und als Zeichen des Vasallentums dem Kapitän von Durrës am Sankt-Michaels-Tag zwei Habichte im Jahr zu liefern. Als Niketa 1415 starb, fiel Kruja in die Hände der Osmanen und wurde vom osmanischen Statthalter Balabanbeg, Subaša (osmanischer Gouverneurtitel) von Kruja, während die nächste Nachbarschaft von Gjon I. Kastrioti beherrscht wurde.